# 楊掄 (乾隆進士)
楊掄（?—?），字方叔，號蓮趺。常州府金匱縣（今屬無錫市）人，清朝政治人物。

## 生平
雍正十一年（1733年）邑庠生。乾隆三十九年（1774年）舉人，乾隆四十三年（1778年）進士。官浙江天台縣知縣。

## 著作
著有《芙蓉湖棹歌》、《春草軒詩存》、《春草軒詩餘》四卷。

## 家族
父楊潮觀。
無子，以楊芳燦次子楊承惠為嗣。